# Corleone
Corleone (/korleˈoːne/; Cunigghiuni in siciliano) è un comune italiano di 10 178 abitanti della città metropolitana di Palermo in Sicilia.

## Geografia fisica

### Territorio
Il comune ha una superficie di 22.912 ettari per una densità abitativa di 49 abitanti per chilometro quadrato. Sorge in una zona interna di montagna, nella conca tra la «Rocca ri Maschi», il Castello Soprano e quello Sottano. Corleone si trova a 542 m s.l.m.
- Classificazione sismica: zona 2 (sismicità medio-alta), Ordinanza PCM n. 3274 del 20/03/2003[7]

D'interesse naturalistico sono la sorgente del Drago nei pressi del bosco della Ficuzza e la Cascata delle due rocche.

### Gole del drago

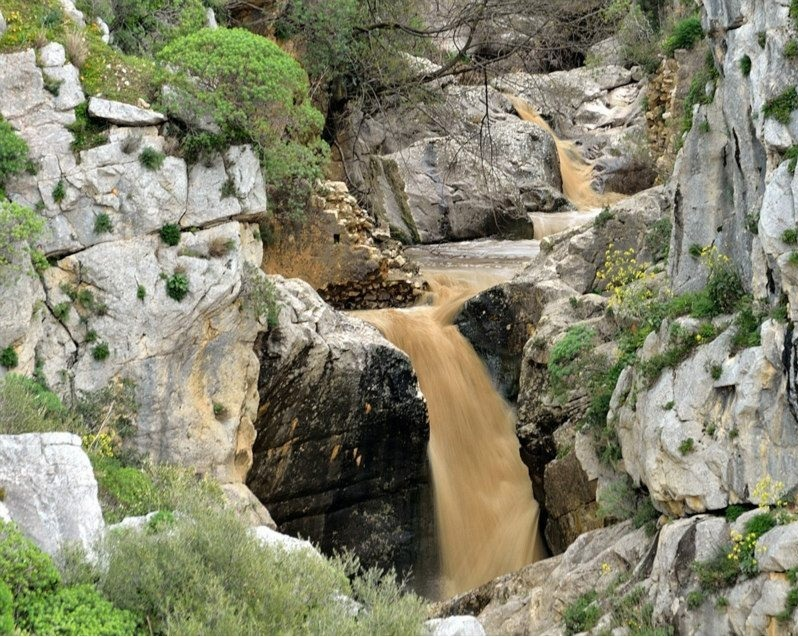
Gole del drago

Lungo la strada che collega Ficuzza con Corleone, seguendo la vecchia linea ferroviaria che collegava Palermo a San Carlo (Chiusa Sclafani) (diventata pista ciclabile), si arriva ad un vecchio ponte attraversato dal torrente Frattina che si butta tra le rocce calcaree quasi ad esserne inghiottito. Avvicinandosi al letto del torrente si può notare come questo, attraverso l'azione erosiva dell'acqua e del carsismo, ha solcato nel tempo la roccia formando voragini, mulinelli e piccole cascate nei quali l'acqua copiosa, prima scompare e poi riaffiora fra i massi e la lussureggiante vegetazione. Di notevoli dimensioni sono le «marmitte dei Giganti», cioè buche cilindriche e profonde dove l'acqua assume un andamento vorticoso.
Si intravedono poi i resti di un muro di chiusa del torrente da dove l'acqua veniva convogliata per alimentare un mulino, di cui si possono vedere solo le tracce. Vecchi gelsi, aranci, melograni e fichi sono la testimonianza del sito abitativo che qui sorgeva per gestire il mulino. Nel tratto dove la pendenza si attenua, si sono formate delle pozze con acqua limpida dove è possibile fare un bagno fra le felci, il capelvenere, salici e olmi ed in compagnia di qualche testuggine, pesci, e variopinte libellule. Le pareti che chiudono il versante sono ammantate di piante rupestri di grande interesse botanico come l'euforbia legnosa, il cavolo di monte, il garofanino, il cappero ecc. Tra gli anfratti della roccia trovano rifugio colombi, taccole e rapaci come il gheppio e il falco pellegrino. In escursione si può arrivare fino alla vasca principale dove si può sostare all'ombra dei grandi salici e pioppi. Da qui il torrente Frattina scende verso il Belice ed assume un andamento meno torrentizio, rivestendosi della tipica vegetazione ripariale.

### Cascata delle Due rocche
All'interno del territorio di Corleone, a pochi passi dal centro storico della città si trova il «Parco naturale della cascata delle Due rocche». Dopo aver attraversato una serie di viuzze nel quartiere San Giuliano si giunge davanti a una piccola chiesa dedicata per l'appunto alla Madonna delle due rocche. Alla sinistra di questa chiesetta «si snoda un sentiero che conduce tra pioppi, salici e olmi alle cascate. Comodamente seduti su antichi massi squadrati, all'ombra di gelsi, noci e frassini si può osservare il suggestivo spettacolo della cascata. Il salto dell'acqua del torrente ha, con la sua azione erosiva, formato una pozza ampia tra le rocce calcoarenitiche. Dall'acqua schiumosa si alza una notevole vapore che il sole trasforma in arcobaleni scintillanti. Tutt'intorno le rocce glauconitiche, rese vive dall'erosione nei loro colori giallo-verde, sono occupate da vegetazione rupestre. Osservando bene le pareti si notano i resti di un antichissimo acquedotto. Prima di gettarsi in questo punto, il torrente più a monte ha esercitato una forte azione di scavo lungo i fianchi rocciosi formando il canyon.» (da Corleone SottoSopra)
Contrade
Imbriaca ('mbriaca in dialetto) è una contrada dell’agro di Corleone, comune della provincia di Palermo, ubicata lungo la Strada statale 118 Corleonese Agrigentina. Il luogo è noto per la presenza di un antico baglio baronale. La contrada si trova lungo il tracciato della via consolare romana «Aurelia» che collegava, attraversando l'entroterra, Palermo ad Agrigento. Per secoli è stato feudo passato in successione tra diverse famiglie nobiliari e, da più di un secolo, è proprietà di diverse famiglie di origine prizzese. Un tempo punto di riferimento di tutto l’agro circostante, anche per la presenza di un Posto di Telefonia Pubblica (P.T.P.), oggi è luogo di sosta per i pellegrini che percorrono la Magna Via Francigena (tappa Corleone - Prizzi).

### Clima
In base alla media trentennale di riferimento 1961-1990, la temperatura media del mese più freddo, gennaio, si attesta a +7,2 °C; quella del mese più caldo, agosto, è di +24,6 °C.
| Corleone           | Mesi | Mesi | Mesi | Mesi | Mesi | Mesi | Mesi | Mesi | Mesi | Mesi | Mesi | Mesi | Stagioni | Stagioni | Stagioni | Stagioni | Anno |
| Corleone           | Gen  | Feb  | Mar  | Apr  | Mag  | Giu  | Lug  | Ago  | Set  | Ott  | Nov  | Dic  | Inv      | Pri      | Est      | Aut      | Anno |
| ------------------ | ---- | ---- | ---- | ---- | ---- | ---- | ---- | ---- | ---- | ---- | ---- | ---- | -------- | -------- | -------- | -------- | ---- |
| T. max. media (°C) | 11,1 | 12,5 | 15,1 | 16,8 | 23,2 | 28,6 | 31,3 | 31,4 | 27,3 | 22,0 | 16,9 | 13,0 | 12,2     | 18,4     | 30,4     | 22,1     | 20,8 |
| T. min. media (°C) | 3,3  | 3,6  | 5,2  | 6,7  | 10,6 | 14,9 | 17,5 | 17,8 | 15,1 | 11,6 | 7,9  | 5,2  | 4,0      | 7,5      | 16,7     | 11,5     | 10,0 |

- Classificazione climatica: zona D, 1502 GG[10]

## Origini del nome
L'origine del nome Corleone è incerta, e ha subito diverse variazioni: da un ipotetico greco-bizantino χώραλέων (chṓraléōn, il «paese di Leone» composto da chṓra, «paese» nel senso di «territorio» e da léo̱n, «Leone» come nome personale) al latino Curilionum al normanno Coraigliòn, dall'aragonese Conillon, fino alle forme italiane ormai desuete Coriglione e Coniglione, parallelamente al siciliano Cunigghiuni. La forma Corleone è attestata dal 1556, ma fino a tutto l'Ottocento è ancora in uso la forma più antica Coriglione.

## Storia

### Età antica
Il territorio di Corleone risulta frequentato sin dalla preistoria. Ricerche hanno individuato numerosi insediamenti distribuiti attorno a due poli principali: Pietralunga e La Vecchia. Tale nome fa riferimento ad una montagna che si erge per circa 1000 s.l.m. e dista circa due km dall'odierno centro abitato. Il sito di Pietralunga risulta occupato dal neolitico finale a tutta l'età del bronzo (presenza di un bicchiere campaniforme decorato a pointillé) mentre il sito della «Vecchia», il cui toponimo sottintende il termine «città» piuttosto che «montagna», come ha del resto intuito il Trasselli, fu abitata sin all'età medioevale (presenza di un imponente castello con torrioni aggettanti, recentemente individuato), anche se l'insediamento più consistente è riferibile a epoca arcaica e classica. «I pochi materiali riferibili ad età ellenistica rinvenuti nel sito hanno supportato l'ipotesi dell'identificazione dell'antico centro abitato posto sulla Vecchia con la Schera di Cicerone, Cluverio e Tolomeo, anche se tuttora troppo labili sono i resti archeologici su cui si basa tale teoria» (D'Angelo - Spatafora).

### Età medievale
Il nome Corleone è attestato come Corilioni in un atto notarile del 1326 scritto in latino medievale.
Nel 1080 veniva fondata dai Normanni e nel 1095 fu annessa alla diocesi di Palermo. Circa cento anni dopo fu annessa alla nuova diocesi di Monreale. La città già infeudata nel 1180 alla chiesa di Monreale, venne ripopolata nel 1237 da una colonia di ghibellini Lombardi guidata da Oddone de Camerana, per concessione fatta a Brescia dallo stesso imperatore.
Tuttavia nel 1249 Federico II, revocando il precedente privilegio, assegnava la città al regio demanio, anche se il flusso migratorio degli abitanti della Pianura Padana continuò fino alle soglie dei Vespri siciliani. Il che è dimostrato da un documento edito da Iris Mirazita, con il quale «il nobilis Corrado de Camerana, su incarico della curia di Corleone, assegna agli uomini che verranno ad abitare a Corleone casalinis pro faciendis dominibus», i cui nomi lasciano supporre l'origine settentrionale e latina. Un altro Camerana, di nome Bonifacio, si distinse nella rivoluzione dei Vespri siciliani capitanando l'insurrezione antiangioina di circa tremila corleonesi, accorrendo per primo in soccorso alla città di Palermo, tanto che il senato palermitano definì Corleone «soror mea».
Durante il regno di Federico IV di Sicilia, detto il semplice, la città si ribellava alla corona ma veniva riconquistata nel 1355. Nuovamente perduta veniva assediata dal Ventimiglia nel 1358. Durante il governo dei quattro vicari la città entrò nell'area di influenza della potentissima famiglia Chiaramonte ma nel 1391 fu donata dalla regina Maria di Sicilia a Berardo di Queralt, canonico di Lerida, senza che tuttavia questi ne prendesse mai possesso. In questa fase varie terre del Corleonese risultano di proprietà della famiglia de Mohac (Modica de Mohac). Quindi fu occupata da Nicola Peralta figlio del vicario Guglielmo, ma il re Martino il Giovane la restituì al regio demanio, confermandone i privilegi nel 1397 e concedendo alcuni sgravi fiscali.

### Età moderna
Nel marzo del 1434 il re Alfonso il Magnanimo si recò di persona a Corleone e nell'occasione concedette alcune gabelle al beneficio della città con lo scopo di restaurare le mura e fare fronte alle necessità, promettendo altresì l'inalienabilità della città alla quale concedeva il titolo di «animosa civitas». Tuttavia Corleone nel 1440 fu venduta a Federico Ventimiglia per 19000 fiorini, con riserva di riscatto in qualsiasi momento. La concessione veniva revocata nel maggio 1447 dallo stesso re Alfonso per essere rifatta nello stesso anno ad un certo Giovanni di Bologna. Nel 1452 la città veniva infine concessa all'avvocato Giacomo Pilaya.
Nel 1516 Corleone aderì ai moti rivoluzionari della città di Palermo contro il viceré Moncada. La rivolta Corleonese, capitanata da un certo Fabio La Porta, assunse caratteri prettamente popolari ed ebbe come scopo la richiesta di sgravi fiscali. Venne tuttavia repressa nel sangue dalle truppe del viceré guidate dal vicario generale Gerardo Bonanno. Verso la fine dello stesso secolo le condizioni sociali della città si aggravarono ulteriormente. La peste del 1575-77 e la carestia del 1592 furono infatti causa di lutti e di desolazione.
Il 3 giugno del 1625 Corleone fu venduta, assieme ad altre città demaniali come Agira, Calascibetta ecc., ad alcuni mercanti genovesi, dai quali si riscattò dietro pagamento di 15200 once. Le condizioni di vendita erano state tuttavia assai gravi perché prevedevano la facoltà di «poterla vendere in feudo coi suoi uomini, vassalli, feudi e sub-feudi con la giurisdizione di prima, seconda e terza istanza civile, criminale e mista, mero e misto impero».
Nel 1649 la città veniva ancora una volta messa in vendita dalla corona in cerca di denaro per il riassestamento della flotta spagnola. Fu quindi acquistata per 16400 once dal giurisperito corleonese Giuseppe Sgarlata, il quale poi accettò il riscatto dietro il pagamento di una rendita di 820 once a ragione del 5% sul capitale impegnato e ricevendo il titolo di Marchese di Chiosi al posto di quello di Marchese di Corleone. I cittadini corleonesi che tenevano particolarmente ai loro privilegi derivati dal fatto che la città fosse demaniale (ovvero governata da un patriziato espressione della nobiltà cittadina e non soggetta a un barone), ricomprarono sempre la propria libertà ogni volta che il sovrano vendette la città. Corleone era la città più importante dell'entroterra della Sicilia occidentale e godeva di molti privilegi tra i quali il «mero e misto imperio», ovvero la possibilità di gestire la giustizia in loco e altri che la esentavano da alcune gabelle e che consentivano (caso unico in Sicilia) che il capitano della città fosse un corleonese e non un forestiero. Come le più importanti città demaniali della Sicilia, Corleone aveva un Senato cittadino (titolo riconosciuto nel 1816 da Ferdinando I delle Due Sicilie ma già in uso da almeno due secoli).
Alla carica di Senatore potevano essere ammesse solo le famiglie dell'aristocrazia (Ansalone, d'Anna, Bentivegna, Bruno, Cannarozzo, Canzoneri, Catinella, Crescimanno, Firmaturi, Garlano, Maringo, Milone, Palazzo, Pittacoli, Sangiorgi, Sarzana, Valenti ecc.). Corleone inoltre era famosa per l'ottima qualità del vino prodotto nel suo territorio, aveva una «borsa del grano» ed era considerata il «granaio della Sicilia» essendone grande produttrice. Si può affermare che in età moderna la città fosse molto ricca, con alcuni dei suoi cittadini estremamente agiati, molto sviluppata da un punto di vista economico ma anche sociale, culturale e artistico, basti pensare alla grande quantità di maestranze di ottimo livello che edificavano chiese, conventi e che decoravano con grande maestria e alto livello artistico palazzi anche nel resto della Sicilia.

### Età contemporanea
Con la cacciata dei Gesuiti dal Regno di Sicilia a partire dal 1767 voluta da Carlo III e dal marchese Bernardo Tanucci suo ministro e noto anticlericale, anche a Corleone ci furono grossi cambiamenti. La Compagnia di Gesù, infatti, era proprietaria della stragrande maggioranza dei feudi e dei latifondi del territorio corleonese, la loro cacciata e conseguente confisca dei beni permise ad ambiziosi imprenditori di acquistare decine di ettari di terreni. Questi nuovi baroni settecenteschi, i maggiori dei quali furono i Bentivegna, i Cammarata, i Canzoneri, i Patti e i Paternostro, diedero una spinta decisiva all'economia locale grazie alla loro intraprendenza. Questi infatti adottarono subito nuove tecniche agricole, cosa rara in Sicilia dove i baroni ma anche gli stessi contadini e mezzadri preferivano tecniche di coltivazione oramai obsolete. Sotto questa nuova spinta economica, si ebbe la costruzione di nuove dimore baronali molto pregevoli che oggi, a causa degli abusi edilizi, non sono del tutto visibili.
Corleone contribuì ai fatti risorgimentali con l'azione rivoluzionaria di Francesco Bentivegna, il quale, dopo aver partecipato ai moti del 1848, capitanò un'insurrezione antiborbonica nei comuni del circondario finché fu arrestato e quindi fucilato a Mezzojuso il 20 dicembre 1856. Il 27 maggio 1860 la città fu teatro di una furiosa battaglia tra la colonna garibaldina guidata dal colonnello Vincenzo Giordano Orsini e il grosso dell'esercito borbonico a comando del generale svizzero Von Meckel, sviato da Palermo con uno stratagemma ordito dallo stesso Garibaldi. In quell'occasione si formò una squadra di volontari (picciotti) la quale, capitanata da Ferdinando Firmaturi, si unì ai garibaldini nella marcia verso Palermo.
Il secolo XIX si concludeva con l'azione sociale di Bernardino Verro, uno dei capi del movimento dei fasci siciliani, il quale, dopo aver fondato il 3 aprile 1893 il Fascio di Corleone, fu l'ideatore dei nuovi Patti Agrari che vennero stipulati tra contadini e gabelloti nel congresso agricolo siciliano del 30 luglio 1893, tenutosi a Corleone tanto che la città cominciò ad assumere il titolo di «Capitale Contadina».
Il 13 settembre 1893, a seguito della trattativa tra Bernardino Verro e Gaetano Palazzo Dara, che rappresentava i proprietari Marchese Carlo Sarzana di Sant'Ippolito, Avvocato Nicolò Provenzano e Angelo Streva, fu concluso il primo contratto quale "Patti colonici stabiliti dall'arbitrato per lo sciopero 1893-1894, tra il Fascio dei Lavoratori di Corleone ed i signori Streva Angelo e Palazzo Gaetano".
Alla Grande Guerra Corleone contribuì con 105 morti sul campo e numerosi feriti. Tra gli altri servitori della patria si distinsero il capitano Guglielmo Triolo, più volte medaglia d'argento al valore, e l'ardimentoso generale Vincenzo Streva (1870 – 1949) passato da Adua al fronte austriaco. Il seme sociale di Bernardino Verro sarebbe germogliato a Corleone ancora una volta nel secondo dopoguerra, con la nascita del movimento contadino per l'occupazione delle terre incolte, capeggiato dal sindacalista Placido Rizzotto, ucciso dalla mafia.
A partire dal secondo dopoguerra, Corleone è diventata nota per aver dato i natali ad alcuni banditi e mafiosi (tra cui spiccavano Michele Navarra, Luciano Liggio, Bernardo Provenzano, Salvatore Riina e i fratelli Calogero e Leoluca Bagarella), i quali si resero protagonisti di episodi di cronaca nera che sconvolsero l'opinione pubblica siciliana ed italiana dell'epoca. Legato alla cosca corleonese era anche il sindaco di Palermo Vito Ciancimino, nato a Corleone.
Nel 2016 il comune è stato sciolto per infiltrazioni mafiose

### Simboli
Lo stemma di Corleone, riconosciuto con D.C.G. del 30 ottobre 1929, ha la seguente blasonatura:
Il gonfalone è «formato da un drappo di color porpora della foggia regolamentare caricato dello stemma sopradescritto, sormontato dalla iscrizione centrata in argento Comune di Corleone».

### Onorificenze
12 gennaio 1556: Carlo V conferisce a Corleone il titolo di Animosa Civitas. Il titolo viene rinconfermato nel 2011.

## Monumenti e luoghi d'interesse
L'aspetto di Corleone «è quello del barocco spagnolo che segnò il culmine del rinnovamento della città e della sua espansione, arrestatasi con l'inizio dell'età contemporanea e poi ripresa verso nord dopo la seconda guerra mondiale. Il vecchio nucleo storico, peraltro ben tenuto e selciato, ha vie strette con isolati da abitazioni con tipico fondaco, ingresso abitativo al piano terra e balconcini con ringhiere panciute in ferro battuto; la nuova espansione ha l'aspetto anodico del volto di tante città nuove» (Alfio Librici).
Il nucleo antico della città era delimitato da una cinta muraria medioevale che collegava il Castello Soprano con il Castello Sottano, seguendo a Sud il corso del torrente Corleone e lambendo a Nord il fianco dell'esistente Chiesa Parrocchiale. Nel corso dei secoli XV, XVI, XVII, dentro e fuori le mura s'insediarono vari ordini religiosi: dai Minori Osservanti (1446) ai Domenicani (1554), dai Cappuccini (1570) ai Carmelitani (1572), dalle clarisse (1594) ai Padri Filippini (1626), mentre i Padri Agostiniani risultavano presenti già nel XIV secolo.
La chiesa di Sant'Agostino presenta all'interno un paliotto prospettico del Settecento, una statua in legno policromo della Madonna della Mazza XVIII secolo, una cinquecentesca statua di San Giuseppe e un martirio di San Bartolomeo, tela di Giuseppe Ribera. Alla chiesa è annesso un oratorio interamente affrescato da Santo Governali nel XVIII secolo.
La Chiesa Madre, dedicata a San Martino, ha impianto basilicale a tre navate. Di origine trecentesca, ma ampliata nei secoli successivi, assunse l'aspetto attuale nel XVIII secolo allorché fu affrescata nella cupola da Carmelo Salpietra (1783) e poi da Giuseppe Genzardi (1854). Notevole il coro ligneo di Giovan Battista Li Volsi (1635) e una tavola con l'adorazione dei magi attribuita a Tommaso De Vigilia. Le due tele agli altari del transetto, raffiguranti San Leoluca e San Bernardo da Corleone, sono opere di Fra Felice da Sambuca. Ai modi di Vincenzo La Barbera è da riferire il quadro di Santa Rosalia che prega per Corleone. All'interno della Chiesa Madre vi sono poi due sale museali dov'è possibile osservare altre tele e argenteria. Nella cappella laterale di San Francesco è custodito il corpo della serva di Dio, suor Maria Cira Destro (1782-1818), mistica corleonese.
Notevole è pure la chiesa di Santa Rosalia, in piazza Vasi, edificata nel XVII secolo. Custodisce all'interno due acquasantiere cinquecentesche e diverse tele di varia provenienza, ritenute di Pietro Novelli, Vito D'Anna, Gioacchino Martorana e Giuseppe Velasquez.
Meritano ancora di essere ricordate:
- la chiesa dell'Addolorata (1735 c.a.) di architettura borrominiana provinciale;
- la chiesa del SS. Salvatore (XVIII secolo) ad unica navata con fastosa decorazione plastico-pittorica, con affreschi di Filippo Randazzo.
- la chiesa dei Cappuccini, alla periferia della città, la quale custodiva notevoli tele di Pietro Novelli e Fra felice da Sambuca, custodite in Chiesa Madre.

L'architettura civile corleonese annovera, oltre al seicentesco Palazzo Pretorio, diversi palazzi sette-ottocenteschi, dovuti all'aristocrazia cittadina. L'ex-palazzo Cammarata, in piazza Garibaldi, restaurato, ospita la nuova sede del municipio. È impreziosito da un portone in bronzo, opera dello scultore corleonese Biagio Governali. Molto bello è anche Palazzo Provenzano, con sale finemente affrescate, sede del museo archeologico, ricco di reperti archeologici provenienti dal territorio (tra cui il famoso miliarium romano del 252 a.C. con inciso il nome del console Aurelio Cotta).
Da Corleone provengono due notevolissime opere d'arte custodite nella Galleria Regionale della Sicilia di Palermo (palazzo Abatellis): il cosiddetto polittico di Corleone raffigurante l'incoronazione della vergine tre i santi Michele, Giovanni Battista, Giovanni Evangelista e Leoluca; opera magnifica di Guglielmo Pesaro (1450 c.a.) già nel monastero del SS. Salvatore; e la cosiddetta Madonna di Corleone, delicata statua di Antonello Gagini, già nel monastero della Maddalena.
All'ingresso di Corleone, l'impatto immediato è con le sue Rocche «gemelle» la Sottana, ad Occidente, e la Soprana, ad Oriente.
Nella cittadina si possono ammirare i portali chiaramontani dei Palazzi e delle Chiese di Via Cammarata e Firmaturi, le facciate barocche delle Chiese e dei Palazzi di via S. Martino, le diverse sculture bronzee (statue e portoni di Palazzi e Chiese) opere del corleonese Biagio Governali, percorrendo la via Bentivegna si possono invece ammirare i diversi murales che raffigurano luoghi e tradizioni di Corleone.

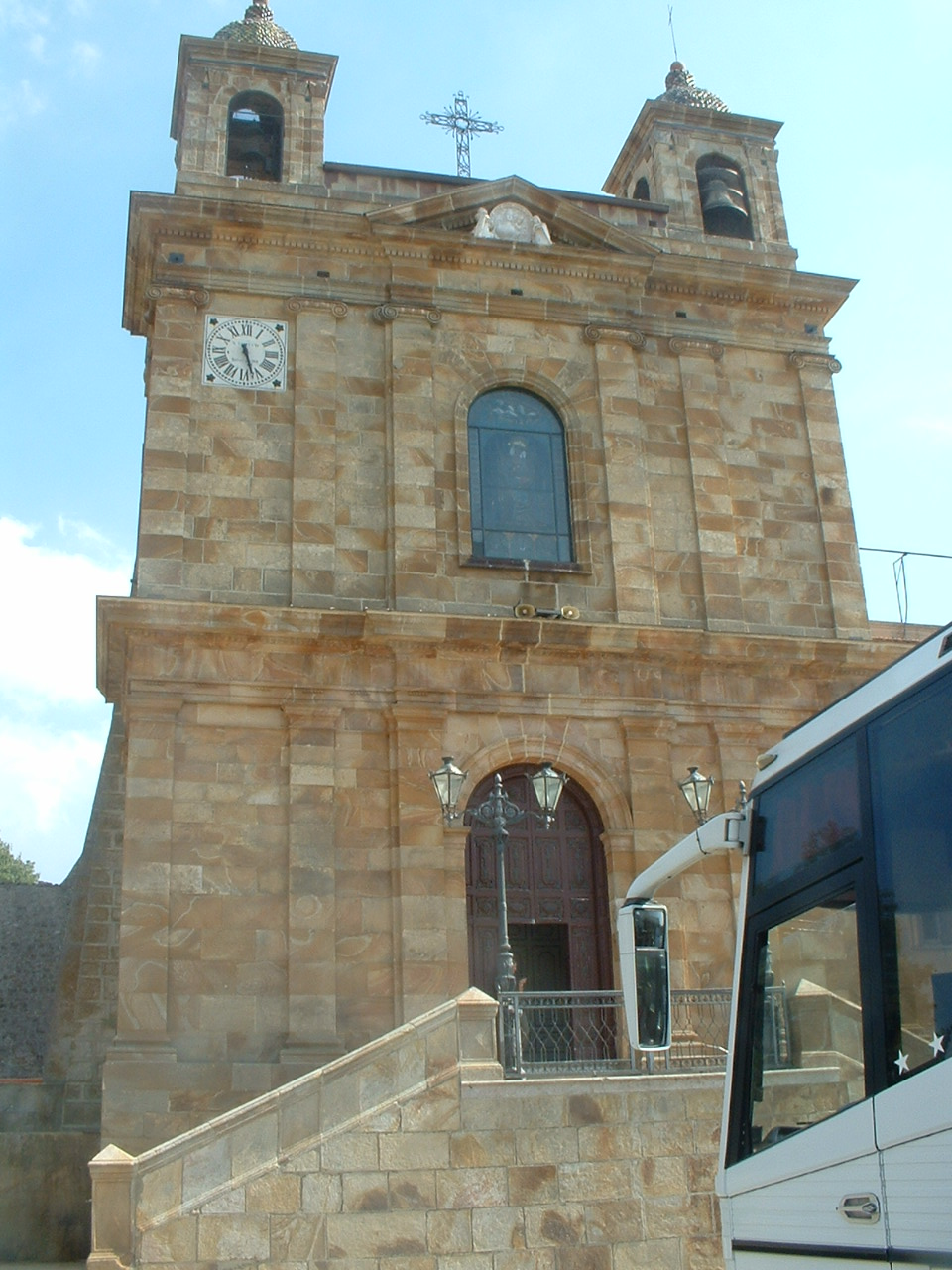
Santuario della Madonna del Rosario di Tagliavia.

Proseguendo, lungo la SS 118, a "Tagliavia", nell'oasi di silenzio dell'ottocentesco santuario della Madonna del Rosario, si conservano affreschi e tele di Giuseppe Carta. Ancora qualche chilometro e si possono visitare le Gole del Drago, un biotopo naturale con la sua macchia mediterranea, con le sue pietre scavate dall'acqua del fiume di Frattina e con la sua flora lussureggiante.

### Architetture religiose
- Chiesa Madre S. Martino
- Chiesa del Carmine
- Chiesa di Santa Rosalia
- Chiesa di San Domenico
- Chiesa di San Ludovico
- Chiesa di Sant'Agostino e Convento dei Monaci Agostiniani e Oratorio
- Chiesa della Candelora
- Chiesa di San Pietro
- Chiesa di Sant'Andrea
- Chiesa di Santa Maria di Gesù (Chiesa parrocchiale)
- Chiesa di San Francesco d'Assisi ai Cappuccini
- Monastero e chiesa del Santissimo Salvatore
- Chiesa di San Marco
- Chiesa di Sant'Elena e Costantino
- Chiesa di San Leoluca (Chiesa parrocchiale)
- Chiesa di San Bernardo
- Chiesa della Trinità o di Santa Caterina
- Chiesa di San Giovanni Evangelista
- Chiesa di San Leonardo
- Chiesa della Misericordia
- Chiesa di Santa Maria delle Grazie (Chiesa parrocchiale)
- Chiesa di San Michele
- Chiesa Santuario dell'Addolorata
- Chiesa di San Nicolò
- Chiesa del Carmine al Quartiere dei Borgognoni
- Chiesa dell'Immacolata
- Chiesa di Maria Santissima del Malpasso
- Chiesa della Madonna delle Due Rocche
- Chiesetta dell'Addolorata all'Archiato
- Chiesa dell'Annunciata - Istituto Santa Chiara
- Chiesa dell'Annunziata all'Ospedale
- Chiesa di Santa Maria Maddalena
- Chiesa dello Spirito Santo
- Chiesa di Sant'Antonio Abate
- Chiesa dei Cappuccini "Vecchi"
- Chiesa di Maria Santissima di Portosalvo
- Chiesa della Madonna delle Vigne
- Chiesa di San Giacomo
- Chiesa di San Francesco di Paola
- Chiesa di Santa Maria Maggiore
- Chiesa di San Calogero
- Chiesa della Madonna della Salute
- Chiesa dell'Annunziata alla Badia Nuova

### Chiese non più esistenti
- Chiesa di San Giuliano
- Chiesa della Madonna della Catena
- Chiesa di Sant'Orsola
- Chiesa San Giacomo apostolo
- Chiesa della Madonna del Ponte
- Chiesa di Sant'Agata
- Chiesa di Sant'Anna
- Chiesa di San Rocco
- Chiesa di San Cristoforo
- Chiesa di Santa Maria d'Egitto
- Chiesa San Marco
- Chiesa Maria del portosalvo
- Chiesa Maria SS delle vigne
- Chiesa San Pietro
- Chiesa San Calogero
- Chiesa San Francesco di Paola
- Chiesa Maria SS della neve
- Chiesa Maria SS della Consolazione
- Chiesa Santa lucia
- Chiesa Sant Antonio Abate
- Chiesa dei cappuccini
- Chiesa San Giovanni Battista
- Chiesa sant' Andrea
- Chiese Ospedale vecchio

### Architetture civili
- Palazzo di Città già Cammarata (Municipio)
- Complesso monumentale dell'Ospedale dei Bianchi
- Palazzo Provenzano
- Palazzo nobiliare di Via San Martino
- Ponte delle due Rocche
- Ponte chiaramontano di S.Agata
- Castello Soprano
- Castello Sottano - Mura medievali
- Mulini medievali lungo il torrente Corleone
- Palazzo Canzoneri in via San Martino
- Palazzo Sarzana in via San Martino
- Palazzo Crescimanno (poi Milone) tra via Cammarata e via Palazzo
- Palazzo Miata in Piazza Sant'Agostino
- Palazzo Ansalone in via Borgognoni
- Palazzo Triolo-Oddo in Piazza Cap. Guglielmo Triolo
- Palazzo Bentivegna in via Francesco Bentivegna
- Palazzo Cammarata in via Cammarata
- Palazzo Berlingeri (poi Sarzana) in vicolo Nicolò Bruno

## Società

### Evoluzione demografica
Abitanti censiti

### Tradizioni e folclore

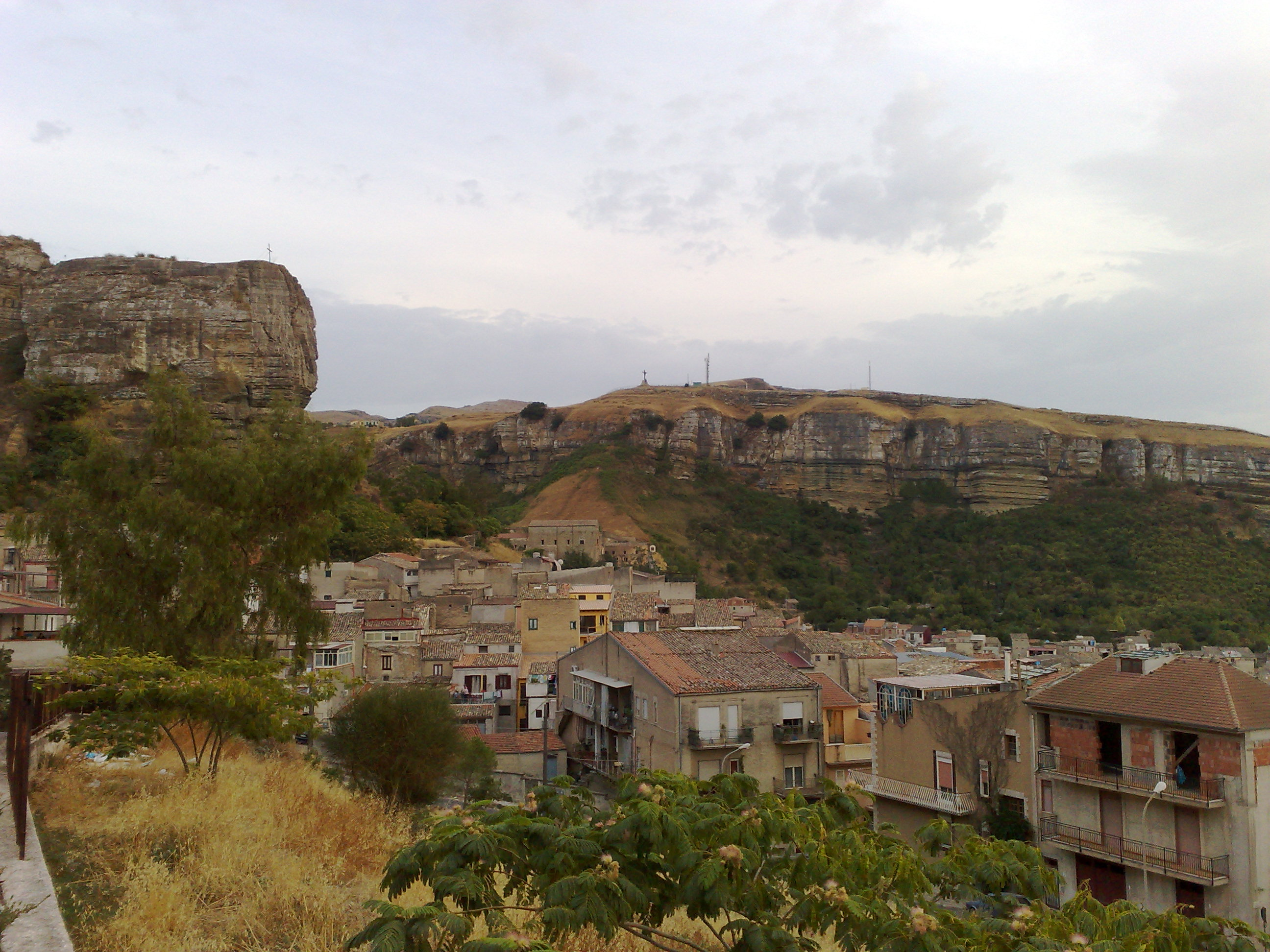
Panoramica di Corleone

La principale festa dei corleonesi è dal 1594 la ricorrenza del Corpus Domini, detta a fera ru Sacramentu. Ogni anno viene allestita la grande fiera, il cui momento centrale è la processione del Sacramento cui partecipano tutte le confraternite del paese. Dal 1954 non si svolge più il tradizionale corteo di tutte le statue dei santi delle chiese.
Il primo marzo si festeggia San Leoluca protettore della città, con una processione e l'accensione di falò. A maggio, poi, c'è la corsa del santo, che rinnova la leggenda di San Leoluca che ferma l'esercito borbonico insieme a sant'Antonio abate. Tradizione vuole che durante la corsa vinca sempre San Leoluca.
Nel periodo delle Festività Pasquali si svolgono suggestive e imponenti manifestazioni: Il giovedì Santo si visitano gli altari della Reposizione. Il venerdì Santo grande corteo processionale dei "Fratelli" Salita al Calvario, Deposizione dalla Croce e grande processione in notturna con l'Urna del Cristo e il Simulacro dell'Addolorata.
Dal 1° al 15 agosto si svolge presso la chiesa dei Cappuccini la festa dell'Assunta. Il 15 sera si svolge la solenne processione. L'ultima settimana di agosto si festeggia la festa della Madonna della Rocca.
San Bernardo da Corleone viene festeggiato il 12 gennaio con la novena in suo onore nella piccola chiesa (la sua casa natale). La processione del santo viene fatta nel mese di settembre. La vigilia la statua del santo viene portata in chiesa madre, il giorno della festa viene allestita una piccola fiera, la sera infine, si svolge la processione per le vie della città.
Il 13 dicembre presso la chiesa di Santa Maria si svolge la festa di Santa Lucia. La sera per le vie della città si snoda la processione. La confraternita offre ai fedeli la cuccìa.

## Cultura

### Istruzione

#### Scuole
A Corleone hanno sede varie scuole superiori di secondo grado, tra cui il liceo classico, scientifico e socio psicopedagogico annessi all'istituto d'istruzione superiore statale "Don Giovanni Colletto". Vi sono, inoltre, un istituto professionale per l'agricoltura e l'ambiente e scuole primarie e secondarie inferiori.

#### Musei
- Laboratorio della Legalità;
- Museo archeologico Pippo Rizzo

Il Museo Civico di Corleone è stato realizzato grazie all'acquisto, nel 1991, da parte dell'Amministrazione Comunale di un immobile di proprietà della famiglia Provenzano, ubicato nel centro storico del paese. L'edificio, risalente alla meta del XIX secolo, presenta le caratteristiche architettoniche dell'edilizia alto borghese tipica di quell'epoca; gli ambienti interni presentano tutti una copertura a volta a cuscino, i decori sono realizzati con stucchi e dipinti e la pavimentazione è in maiolica.
Il museo è intitolato al pittore futurista corleonese Pippo Rizzo (1897 – 1964) che ottenne il suo primo grande successo nel 1926, alla Biennale di Venezia, con il quadro intitolato “I Lampi”.
Le otto sale del museo ospitano reperti di varia tipologia. La collezione archeologica comprende oggetti rinvenuti nel sito archeologico sulla Montagna Vecchia, che appartengono a diverse epoche: paleolitico, mesolitico, neolitico, età del bronzo, età del ferro, periodo greco classico, periodo ellenistico e romano, epoca medievale. Tra gli oggetti più interessanti, l'unico miliario romano rinvenuto in Sicilia, che attesta le LVII miglia che separavano Agrigento dal sito dov'era collocato.
L'epigrafe “Aurelio Cotta Console” fa risalire il pezzo al 252 a.C.
Nella sezione etno-antropologica la civiltà contadina è rappresentata dal ciclo del grano, della pastorizia e della tessitura, oltre che da alcuni oggetti di lavoro o d'uso domestico: aratri, selle, tridenti, “criva" con corde in budello e la "Ruota" dell'ex Orfanotrofio, rappresentano i pezzi più interessanti. Sono esposti anche alcuni cimeli garibaldini. ;
- Museo etnografico San Leoluca.

Nei pressi del prezioso Oratorio di Sant'Agostino, la parrocchia di San Leoluca, raccogliendo alcune donazioni di privati, ha realizzato un museo demo-etno-antropologico, la cui parte centrale è costituita da due stanze arredate come era in uso fino alla prima metà del Novecento. Le stanze sono, ovviamente, le più importanti per una famiglia di contadini, ovvero la cucina e la camera da letto. Sono esposti anche numerosi utensili ed oggetti di lavoro utilizzati dai contadini nella vita quotidiana.
- C.I.D.M.A., Centro Internazionale di Documentazione sulla Mafia e Movimento Antimafia custodisce i documenti del Maxi-processo, che ha segnato una tappa fondamentale nella lotta contro Cosa Nostra. I documenti, donati a Corleone dalla Camera Penale del Tribunale di Palermo, sono testimonianza del lavoro di magistrati come Giovanni Falcone e Paolo Borsellino, che hanno pagato con la vita il loro impegno nella lotta contro la mafia. Tra i faldoni le dichiarazioni rilasciate dal noto pentito Tommaso Buscetta al giudice Falcone. Inoltre vi sono esposte alcune foto della fotografa de L'Ora Letizia Battaglia.
- Museo del Tesoro di San Martino: inaugurato nel 2021, si trova presso i locali del duomo di Corleone. Custodisce numerosi oggetti e paramenti liturgici in oro e argento.
- Museo casa del padrino[20]
- Museo interattivo della memoria antimafia[21][22][23]

### Campagne sociali di promozione della legalità
Le attività criminali di Cosa nostra documentate nei processi per mafia nel corso del XX secolo, unitamente alla produzione cinematografica hollywoodiana che ha ripreso stereotipi della mafia siciliana e di Cosa nostra statunitense, con il personaggio di don Vito Corleone nel celebre film Il padrino e l'omonimo romanzo, (da molti erroneamente ritenuto realmente esistito), hanno arrecato un danno di immagine sia al comune di Corleone che ai Corleonesi stessi, erroneamente associati al clan mafioso dei Corleonesi.

Come risposta, la comunità di Corleone, a partire dagli anni novanta, ha avviato programmi e progetti tali da essere un esempio di marketing territoriale spontaneo. Gruppi di volontari in varie associazioni no profit hanno contribuito a cambiare l'immagine di Corleone mediante delle campagne sociali a favore della legalità. Una di queste campagne ha avuto attenzione nazionale e si basa sullo slogan "Corleone Capitale Mondiale della Legalità", sostenuta dalla Regione Autonoma Valle d'Aosta su iniziativa di una associazione no-profit della Valle d'Aosta. Le campagne sociali a favore della legalità declinate in giornate per la legalità, percorsi di educazione nelle scuole, concorsi artistici, mostre fotografiche sulla mafia, presentazione di libri, ecc. si sono sovrapposte alle cooperative che lavorano i terreni confiscati ai boss mafiosi.

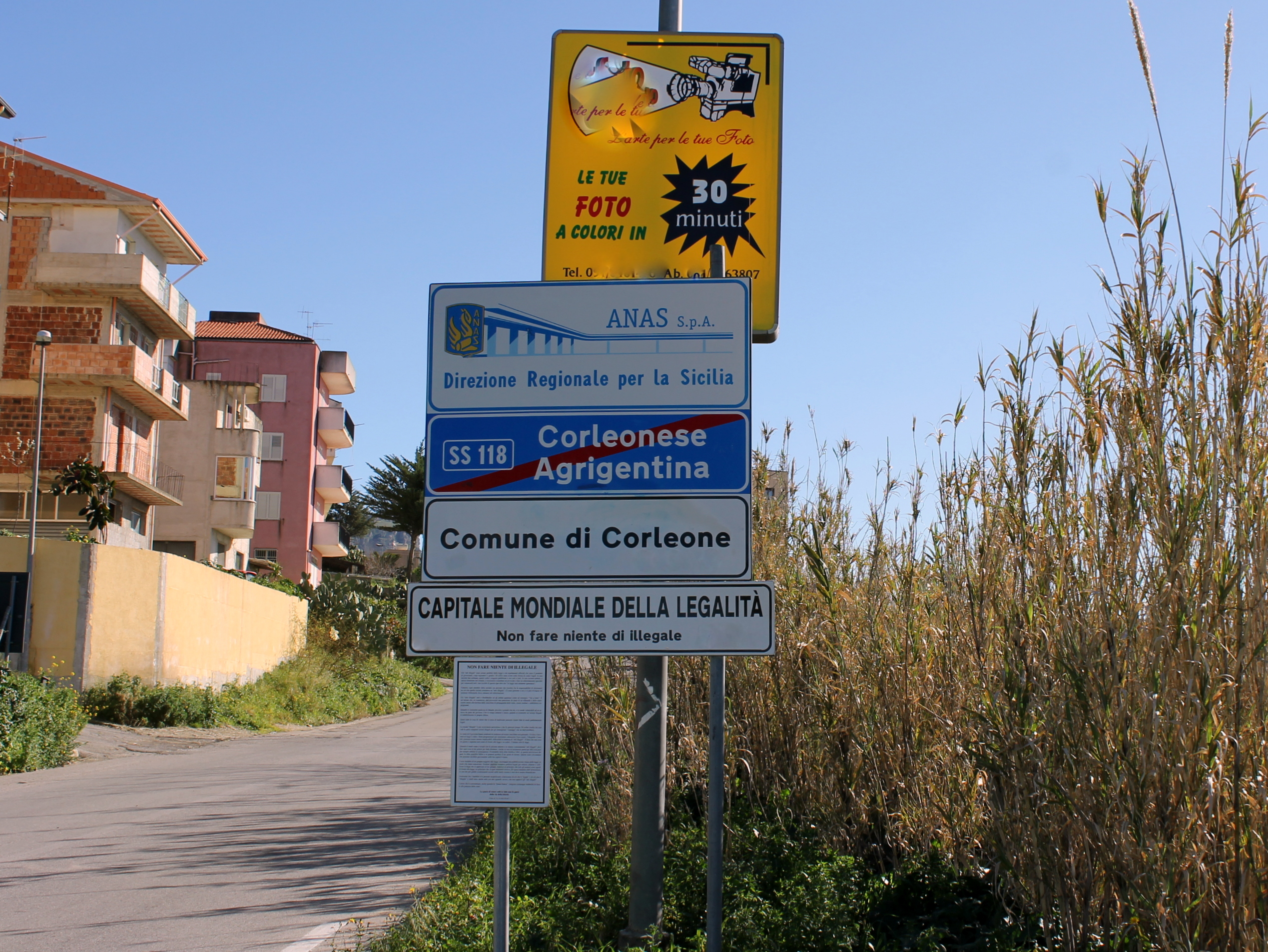
Corleone-cartello-città-capitale-mondiale-della-legalità

### Radio
Emittenti Scomparse :
- Radio Corleone Centrale
- Radio Saracena
- Radio Stereo Belvedere
- Tele Radio Corleone

### Televisione
Emittenti Scomparse : 
- Tele Radio Corleone

## Geografia antropica

### Frazioni

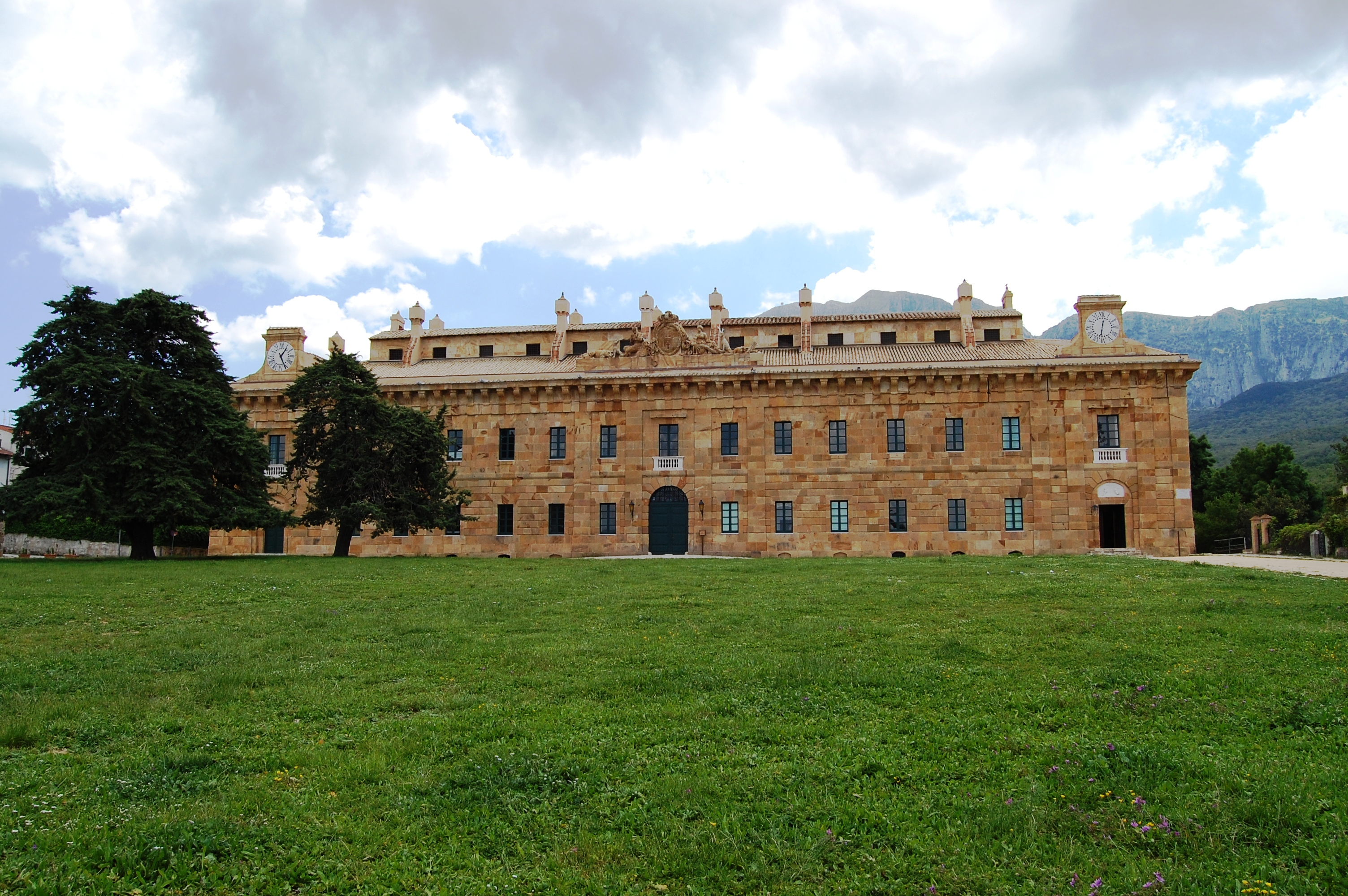
Casina di caccia della Ficuzza

La frazione di Ficuzza presenta un bosco esteso circa 5.000 ettari e dominato dal massiccio di Rocca Busambra (1613 s.l.m.), dove ancora nidifica l'aquila reale, insieme alla palazzina di Re Ferdinando di Borbone, costruita sul finire del Settecento, su progetto dell'architetto Giuseppe Venanzio Marvuglia di stile neoclassico e molto simile alla Reggia di Caserta.

## Economia
Corleone rappresenta un importante centro di allevamento bovino ed ovino e di produzione di prodotti caseari. Conosciuta è infatti la sagra dei prodotti caseari, che avviene ogni anno nei mesi di maggio e giugno. Il suo fertilissimo terreno produce anche cereali e diverse qualità di uva. Rilevante è la lavorazione artigianale locale del legno e del ferro. Da diversi decenni il centro vitivinicolo con una produzione rilevante di uve (Nero d'avola, Catarratto, Syrah, Chardonnay) e una ottima produzione di vini di qualità esportati in tutto il mondo. Importante è anche la produzione del pomodoro (detto "pomodoro corleonese") dalle caratteristiche uniche. Le caratteristiche pedo-climatiche e fisiche del territorio corleonese (terreni alluvionali e poco argillosi) rendono l'agricoltura del comprensorio potenzialmente fiorente.

## Infrastrutture e trasporti

### Ferrovie
Dal 1886 al 1959 la città era servita dall'omonima stazione posta sulla Palermo-Corleone-San Carlo.

## Amministrazione
Di seguito l'elenco dei sindaci eletti direttamente dai cittadini (dal 1993):
| Periodo          | Periodo          | Primo cittadino                                 | Partito      | Carica                    | Note   |
| ---------------- | ---------------- | ----------------------------------------------- | ------------ | ------------------------- | ------ |
| 7 dicembre 1993  | 28 maggio 2002   | Giuseppe Cipriani                               | PDS          | Sindaco                   |        |
| 28 maggio 2002   | 29 maggio 2007   | Nicolò Nicolosi                                 | CdL          | Sindaco                   |        |
| 29 maggio 2007   | 17 maggio 2012   | Antonino Iannazzo                               | CdL          | Sindaco                   |        |
| 17 maggio 2012   | 22 agosto 2016   | Leoluchina Savona                               | lista civica | Sindaco                   |        |
| 22 agosto 2016   | 26 novembre 2018 | Maria Cacciola Giovanna Termini Rosanna Mallemi |              | Commissione straordinaria | [ 27 ] |
| 26 novembre 2018 | 8 giugno 2024    | Nicolò Nicolosi                                 | lista civica | Sindaco                   |        |
| 8 giugno 2024    | in carica        | Walter Rà                                       | lista civica | Sindaco                   |        |

Il 10 agosto 2016 il Consiglio dei Ministri sciolse il comune per infiltrazioni mafiose.

### Gemellaggi
- Vibo Valentia (in onore di San Leoluca, patrono di entrambe le città, nato in Sicilia, vissuto e morto in Calabria)
- Casal di Principe (Protocollo d'intesa per la promozione della Legalità tra i due enti locali)

### Altre informazioni amministrative
Il comune di Corleone fa parte delle seguenti organizzazioni sovracomunali:
- regione agraria n.1 (Montagna interna - Montagna di Corleone)[29].
- Il comune fa parte dell'Unione dei Comuni del Corleonese.

## Sport

### Impianti sportivi
Campo di Calcio Santa Lucia. Regolamentare a 11 giocatori, dal 2023 con manto in erba sintetica. Dal 2011 è attiva una scuola calcio riconosciuta dalla FIGC, dal 2013 affiliata a scuola calcio A.C. Milan. Punto di riferimento per la struttura è l'Associazione Sportiva Dilettantistica Animosa Civitas Corleone.